# 木卫三十八

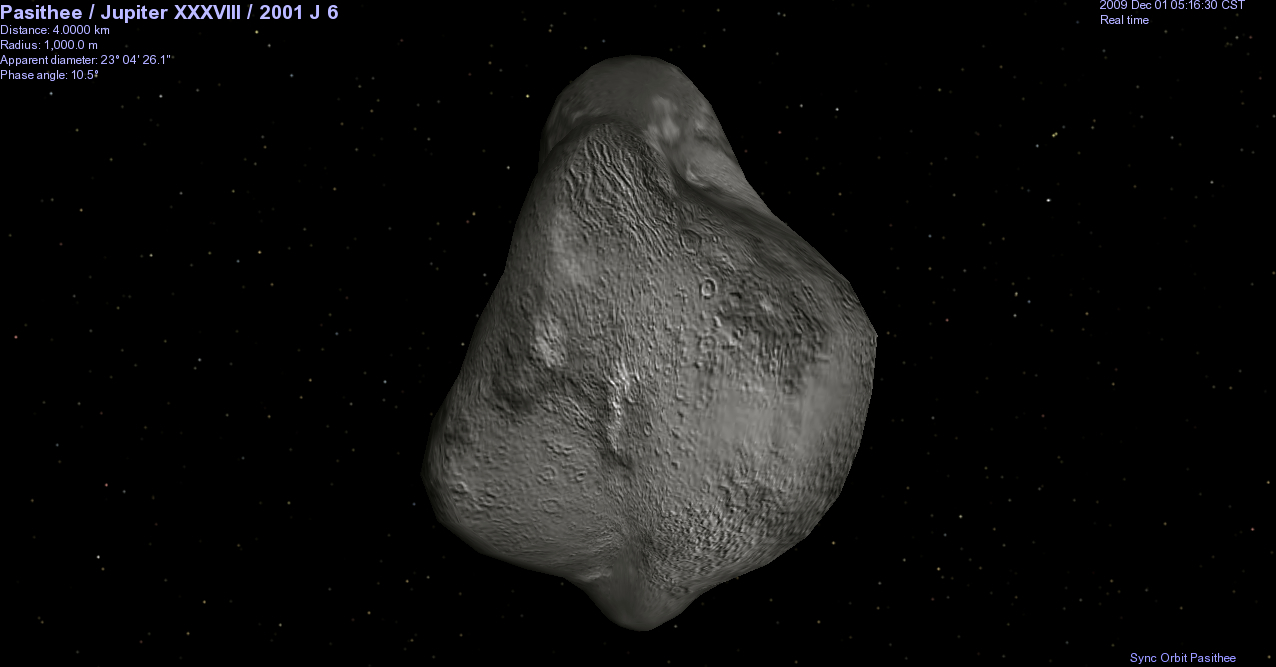
用望遠鏡拍攝下來的經過處理後的照片的木衛三十八

木卫三十八又稱為「帕西克」（S/2001 J 6，Pasithee），是环绕木星运行的一颗逆行不規則卫星。是在2002年由斯科特·謝帕德帶領的天文小組於夏威夷大學發現。以木衛三十八的軌道特性來分類的話，會被歸類為加爾尼群（加爾尼群是一群木星的衛星離木星23000000公里到24000000公里之間）。軌道傾斜165°左右，而木衛三十八符合這些特性。木衛三十八的直徑2公里，半長軸23,307,318公里，公轉繞木星一圈需要726.93個地球日，軌道傾角165.759°，軌道離心率0.3288。